# Rebecka Liljeberg
Rebecka Månstråle Liljeberg (Nykvarn, Suecia, 13 de mayo de 1981) es una actriz sueca.

## Biografía
Su madre era joven cuando nació Rebecca y se divorció al cabo de un año. A los 9 años, en 1991, Liljeberg comenzó a actuar con un papel en Sunes jul. Entre 1993 y 1997 comenzó a actuar en el teatro amateur, trabajo que continuó hasta conseguir un papel en la película Närkontakt en 1997. Sin embargo, fue un año más tarde cuando consiguió su papel más importante en la película de Lukas Moodysson, Fucking Åmål. Renunció al instituto para participar en la película, con la que finalmente ganaría el premio Guldbagge en 1999 como mejor actriz junto a Alexandra Dahlström.
Después de sus trabajos en Fucking Amal (Show Me Love) y Sherdil, Liljeberg comenzó un curso de educación para adultos para graduarse de bachiller. Junto a sus estudios, protagonizó la película Bear's Kiss y dobló a un personaje en la versión sueca de la película de IMAX T-Rex: Back to the Cretaceous. En 2002 terminó su educación, que continuó con sus estudios de medicina en el Instituto Karolinska.

## En 2010
Reside en Estocolmo con su pareja, Alexander Skepp, con quien tiene 3 hijos: Harry Teodor (2002), Vera (2005) y Kerstin (2009). Aunque ha sugerido que se va a concentrar en sus estudios de medicina, Liljeberg no ha descartado la posibilidad de volver a actuar si le llega una oferta interesante.

## Filmografía
- Sunes jul (1991) (serie)
- Närkontakt (1997)
- Längtans blåa blomma (serie) (1998)
- Fucking Åmål (1998)
- Lithivm (1998)
- Där regnbågen slutar (1999)
- Sherdil (1999)
- Skärgårdsdoktorn (2000)
- Födelsedagen (2000)
- Eva & Adam (2000)
- Bear's Kiss (2002)